# Zazie Beetz
Zazie Olivia Beetz (/zəˈsiː ˈserɪts/ zə; alemany: [zaˈsiː ˈbeːts]:) és una actriu germano-estatunidenca. Protagonitza la sèrie còmica de la cadena FX Atlanta (2016–actualitat), per la qual va rebre una nominació a Primetime Emmy a la millor actriu secundària en sèrie còmica. També ha aparegut en la sèrie antològica de Netflix Easy (2016–19).
En cinema, va aparèixer en la pel·lícula de l'any 2017 Geostorm, i va interpretar el personatge de Marvel Domino a la pel·lícula de superherois Deadpool 2, l'any 2018, i el de veïna d'Arthur Fleck/Joker al thriller psicològic Jòquer de 2019.

## Vida primerenca
Va néixer a Berlín. El seu pare és un fabricant d'armaris alemany que va immigrar als Estats Units l'any 1990 després de la caiguda del Mur de Berlín, i la seva mare és un treballadora social afroamericana de Nova York. Els seus pares es van separar quan era molt jove. Li van posar el nom de Zazie a partir del personatge protagonista de la novel·la Zazie al metro de Raymond Queneau. La pronunciació amb [s], deriva del doblatge a l'alemany de l'adaptació cinematogràfica de l'any 1960 de la novel·la.
La seva família es va traslladar a Nova York quan ella tenia vuit anys. Abans havia assistit a escoles tant a Alemanya com als Estats Units i parlava tant anglès com alemany a casa. Va créixer al barri de Washington Heights de Nova York, i allà és quan va adonar-se que li interessava l'actuació i va començar a actuar a teatres comunitaris i escenaris locals. Es va graduar a l'Institut d'Arts de LaGuardia l'any 2009, i va assistir a la Universitat Skidmore, d'on es va graduar l'any 2013 en Francès. Va passar un any vivint a París.